# 佐々木政乂

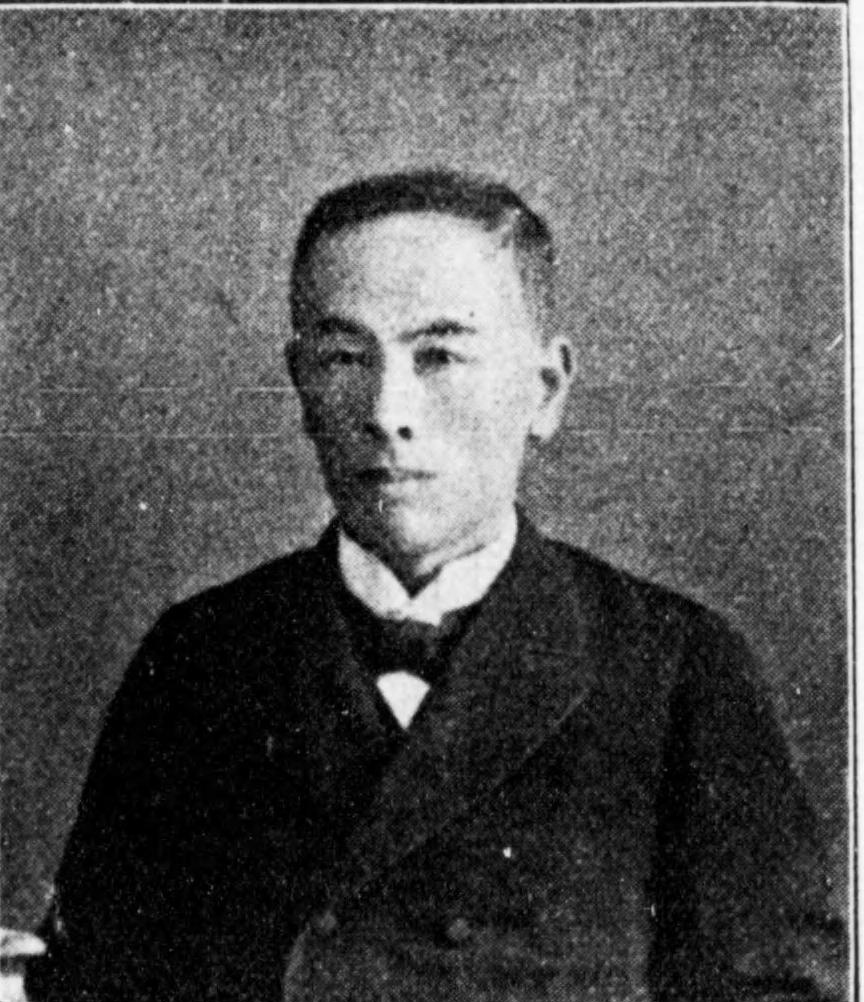
佐々木政乂

佐々木 政乂（ささき せいがい、1856年10月24日（安政3年9月26日） - 1907年（明治40年）5月19日）は、日本の政治家、衆議院議員（6期）。

## 経歴
大阪府出身。京都府師範学校卒。卒業後は小学校教員、郡書記、大阪府会議員、士族授産事業負担人、所得税調査委員となる。また、第五十一国立銀行取締役、岸和田紡績、南海鉄道各(株)取締役、日本海陸保険(株)清算人、大阪農工銀行監査役を務めた。
1890年の第1回衆議院議員総選挙において大阪9区から大成会公認で立候補して初当選する。1892年の第2回衆議院議員総選挙では近畿倶楽部から立候補して再選した。1894年3月の第3回衆議院議員総選挙では国民協会から立候補して三選。同年9月の第4回衆議院議員総選挙で四選。1898年3月の第5回衆議院議員総選挙で落選。同年9月の第6回衆議院議員総選挙は不出馬。1901年の補欠選挙で当選して復帰。1902年の第7回衆議院議員総選挙では大阪府郡部から無所属で立候補して6回目の当選を果たす。翌1903年の第8回衆議院議員総選挙には出馬しなかった。1907年に死去した。